# Agrihan
Agrihan (también llamada Agrigán) es un estratovolcán que forma una isla en las islas Marianas del Norte en el océano Pacífico.  Toda la isla es un gran volcán que se eleva unos 4,000 m (13,000 ft) desde la base del océano, y es el segundo más grande de las Marianas.  A 965 m (3,166 ft), su cumbre es el punto más elevado de las islas Marianas.  El volcán está coronado por una gran caldera de 1 x 2 km y alrededor de 500 m (1,600 ft) profundidad.
La isla fue evacuada en 1990 debido a la amenaza de actividad volcánica, aunque finalmente no se produjo ninguna erupción. Un asentamiento ha sido restablecido en uno de los cuatro pueblos originales, y en septiembre de 2005 contaba con nueve habitantes. Cinco años antes, en el censo de Estados Unidos, no contaba con ninguna población. La isla tiene un total de 7.31 km² (2.82 sq mi). Políticamente es parte de las islas Marianas del Norte.

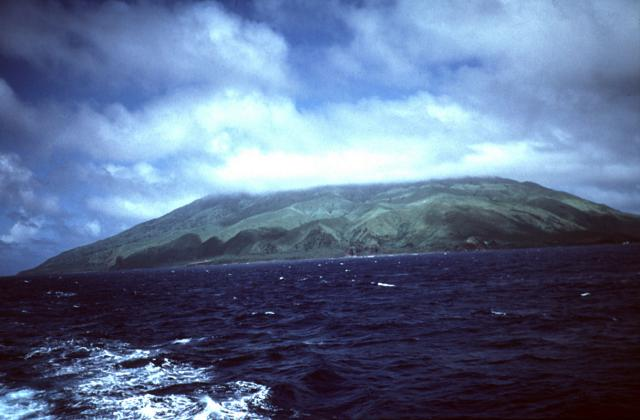
Las nubes cubren la cumpre de Agrigán, el más alto de los volcanes de las islas Marianas, vista desde el sur de la isla.

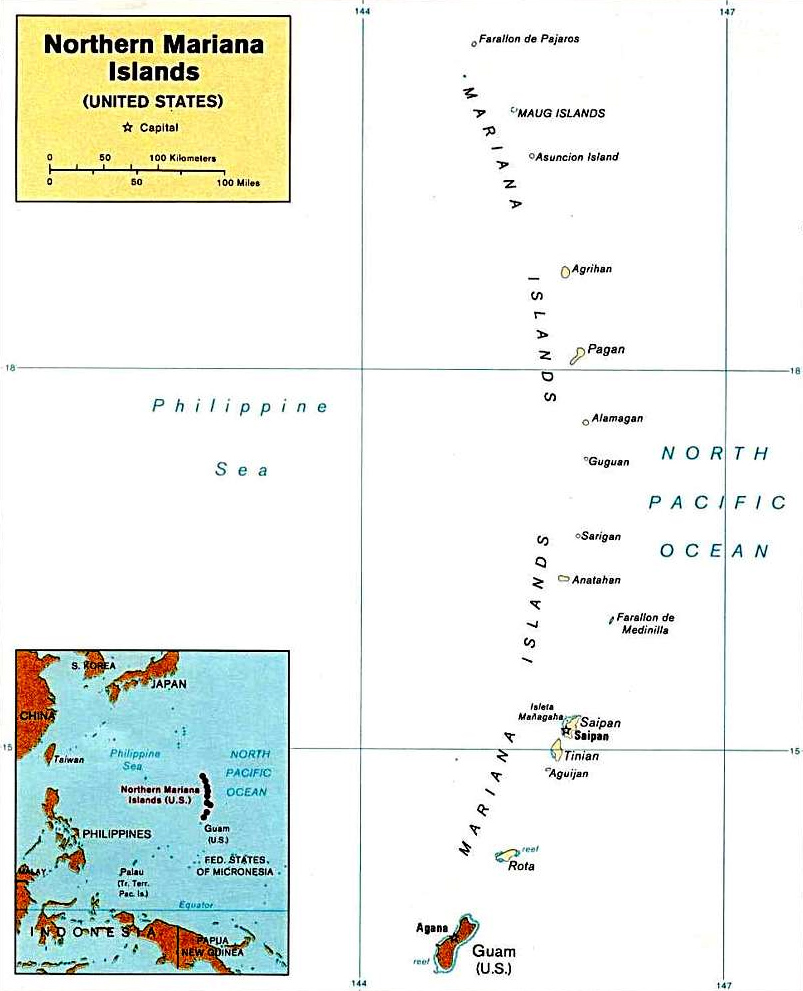